# Lommatzsch FES-530
Der FES-530 Lehrmeister ist ein zweisitziger Schulsegler, der in den 1950er-Jahren entwickelt wurde. Mit diesem Typ sowie dem tschechoslowakischen LF-109 „Pionýr“ wurde in der GST der DDR der Übergang von der einsitzigen zur zweisitzigen Schulmethode vollzogen. Er war außerdem das erste in der DDR entwickelte und in Serie gefertigte Flugzeug.

## Entwicklung
Die Konstruktion wurde ab September 1953 im VEB Waggonbau Gotha von Hans Wegerich (Aerodynamik), Wilhelm Zimmermann (Statik) und Hans Hartung (Konstruktion) unter der Leitung des Technischen Direktors Gerhard Renner noch unter der Bezeichnung Gotha Go 530 in Ganzholzbauweise ausgeführt. Die Zahl 530 steht dabei vermutlich für das Entwurfsjahr 1953. Renner führte auch mit dem Prototyp Go 530 V1 am 15. Juni 1954 in Bienstädt den erfolgreichen Erstflug aus. Allerdings kollidierte er bei einem der folgenden Flüge während der Landung mit einem Baum, was zur Beschädigung von Rumpf und Tragflächen führte. Das Flugzeug konnte repariert werden und Renner wurde die Erlaubnis für weitere Testflüge entzogen. Die nachfolgende Erprobung übernahmen Karl Treuter und Kurt Götze. Am 22. Juli 1954 erfolgte der erste Flugzeugschlepp mit einer Z-126 und am 8. November wurde dem Muster die staatliche Zulassung mit der offiziellen Bezeichnung FES-530 (für Forschungs- und Entwicklungsstelle) erteilt. Zu diesem Zeitpunkt war die Produktion schon zum VEB Apparatebau Lommatzsch, der im selben Jahr auf dem Gelände einer ehemaligen Glashütte gegründet worden war, verlagert worden. 1955 erschien die erste Serienausführung des FES-530 mit abgestrebtem Tragflügel in Schulterdeckerauslegung. Zeitgleich wurde die Erprobung mit den nunmehr zwei Prototypen, Karl Treuter hatte mit der FES-530 V2 am 5. April 1955 in Leipzig-Mockau die Flüge aufgenommen, fortgesetzt. Dabei kam es zu einem Zwischenfall, als zum Ende der Erprobung am 24. November des Jahres bei einem Geschwindigkeitstest im Bahnneigungsflug sämtliche Flügelendrippen abrissen. Treuter konnte das Flugzeug trotzdem landen und eine anschließende Untersuchung ergab Fehler bei der Herstellung als Ursache. Aufgrund des Vorfalls wurden am Institut für Flugzeugkonstruktion umfangreiche Bruchversuche durchgeführt, die sich bis Anfang 1957 hinzogen. Wahrscheinlich aufgrund dieser Verzögerung wurde das Modell deshalb erst ab 1957 an die GST ausgeliefert. 1959 wurde der Lehrmeister zum FES-530/I mit freitragendem Flügel weiterentwickelt. Im selben Jahr entstand der um zwei Meter Flügelspannweite reduzierte FES-530/II „Lehrmeister II“. Die Entwicklungsgruppe Zimmermann/Wegerich/Hartung wurde 1958 für die erfolgreiche Konstruktion als Aktivist ausgezeichnet.
Vom FES-530 wurden insgesamt 223 Exemplare gebaut, davon wurden 22 Stück ins Ausland (Dänemark, Syrien, Ägypten und Kuba) exportiert. Ein FES-530/II (Kennzeichen DM-3264) ging als Geschenk nach Österreich und flog dort mit dem Kenner OE-0702. Er wurde 2002 wieder zurück nach Schönhagen gebracht und dort – unter anderem mit der Hilfe des einstigen Werkstattleiters der Zentralen Flugsportschule der GST, Johannes Höntsch – weitgehend originalgetreu überholt. Der Lehrmeister löste den bis dahin eingesetzten und noch aus den 1930er-Jahren stammenden einsitzigen Schulgleiter SG 38 ab und wurde bis zum Ende der 1970er-Jahre in der DDR geflogen. Ersetzt wurde er durch den Bocian 1E aus Polen. Seit 2004 fliegt ein wiederaufgebauter FES-530 (DM-3152) in Pirna.

## Konstruktion
Der FES-530 ist je nach Ausführung ein abgestrebter oder freitragender Schulterdecker in Holzbauweise. Der Rumpf besteht aus einem sperrholzbeplankten Gerüst aus Spanten und Stringern. Der Hauptspant ist als Doppelspant mit Anlenkung des Fahrwerks ausgeführt. Die Kabine ist mit einer tangential zum Flügelprofil einlaufenden Haube abgedeckt, die auf der rechten Seite angeschlagen ist und im Notfall als Ganzes abgeworfen werden kann. Das Flugzeug ist mit einem Doppelsteuer ausgerüstet, jedoch ist der hintere Steuerknüppel abnehmbar gestaltet. Die Tragfläche ist zweiteilig ausgeführt und besitzt einen Holm mit Doppel-T-Profil aus lamellierten Kieferngurten mit Sperrholzsteg und einer diagonal beplankten Torsionsnase aus Sperrholz. Ihr hinterer Bereich ist mit Stoff bespannt, der Zusammenschluss der beiden Flächen ist auf der Oberseite mit einem Leichtmetallblech verkleidet. Das Leitwerk ist freitragend ausgeführt und besteht aus den sperrholzbeplankten Flossen und stoffbespannten Rudern. Die Seitenflosse ist fest mit dem Rumpf verbunden, während die Höhenflosse durch eine Dreipunktaufhängung mit ihm verbunden ist. Das Fahrwerk des FES-530 bilden eine gummigefederte Landekufe am Bug, ein abgefedertes Laufrad hinter der Kabine und ein Hilfssporn am Heck mit Tennisballfederung.

## Technische Daten

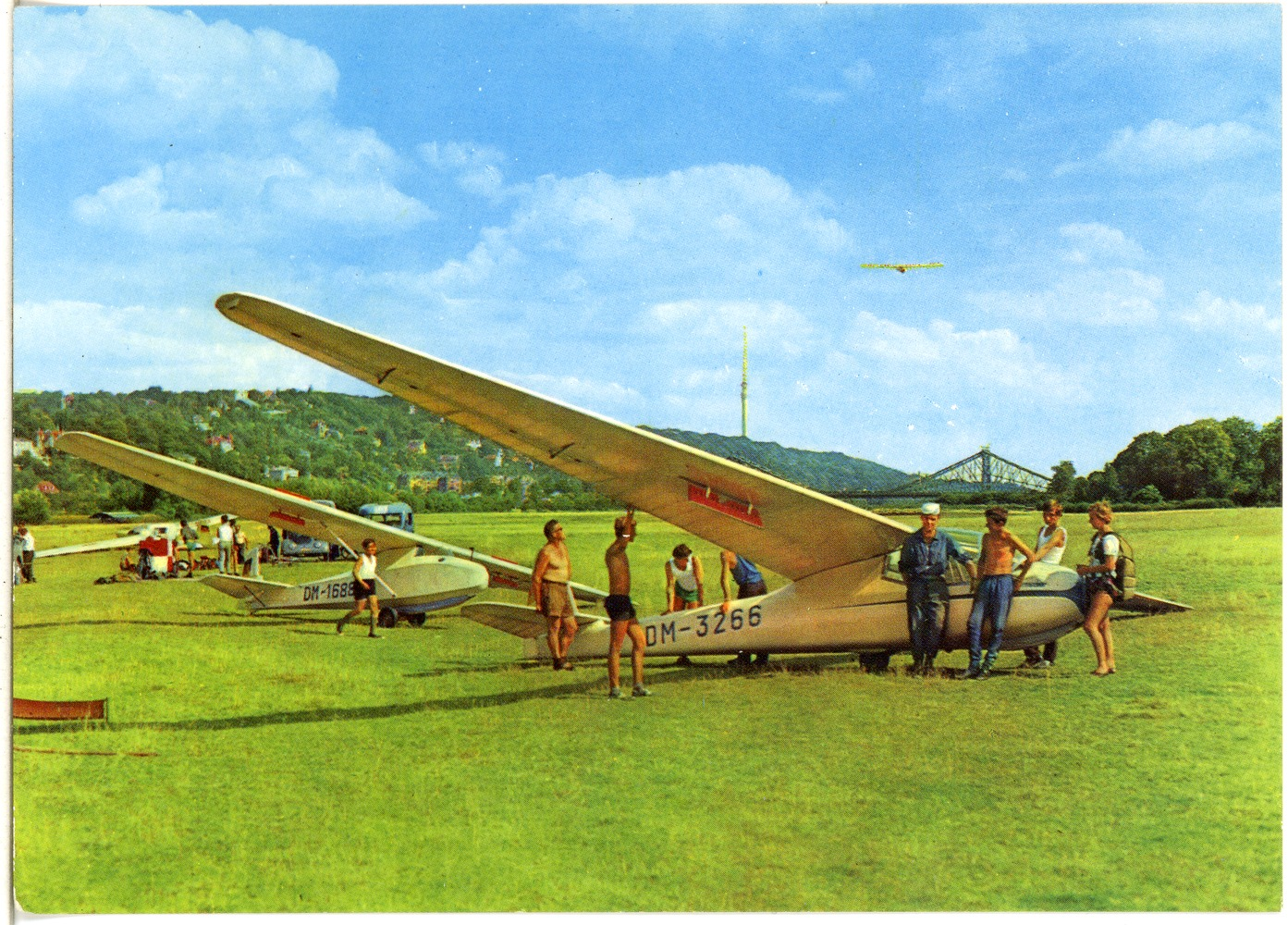
FES-530/II der GST auf den Dresdner Elbwiesen (1968)

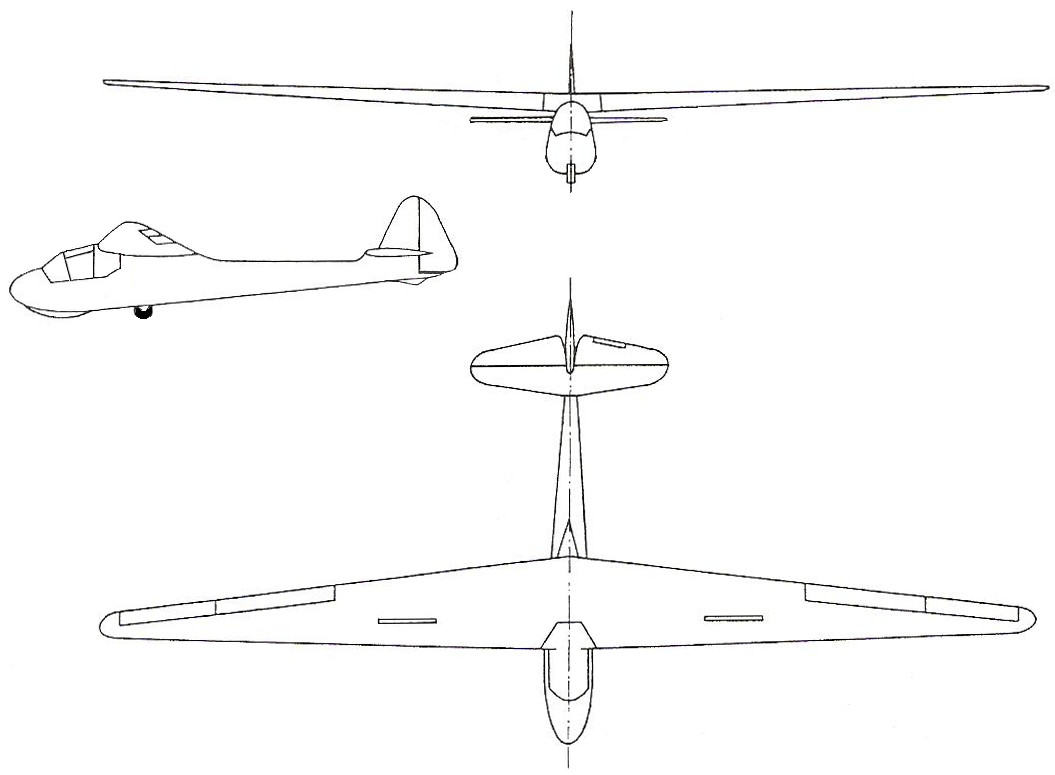
Dreiseitenriss FES-530/I

| Kenngröße                        | FES-530                                                                   | FES-530/I                                                                 | FES-530/II                                                                |
| -------------------------------- | ------------------------------------------------------------------------- | ------------------------------------------------------------------------- | ------------------------------------------------------------------------- |
| Stückzahl                        | 100                                                                       | 22                                                                        | 101                                                                       |
| Besatzung                        | 2                                                                         | 2                                                                         | 2                                                                         |
| Spannweite                       | 17,00 m                                                                   | 17,00 m                                                                   | 15,00 m                                                                   |
| Länge                            | 7,95 m                                                                    | 7,95 m                                                                    | 7,95 m                                                                    |
| Höhe                             | 2,12 m                                                                    | 2,12 m                                                                    | 2,12 m                                                                    |
| Flügelfläche                     | 19,00 m²                                                                  | 19,00 m²                                                                  | 17,93 m²                                                                  |
| Flächenbelastung                 | 18,9–26,3 kg/m²                                                           | 17,9–25,3 kg/m²                                                           | 18,4–26,2 kg/m²                                                           |
| Flügelstreckung                  | 15,20                                                                     | 15,20                                                                     | 12,54                                                                     |
| Rüstmasse                        | 300 kg                                                                    | 280 kg                                                                    | 270 kg                                                                    |
| Zuladung                         | 60–200 kg                                                                 | 60–200 kg                                                                 | 60–200 kg                                                                 |
| max. Startmasse                  | 500 kg                                                                    | 480 kg                                                                    | 470 kg                                                                    |
| max. zul. Geschwindigkeit        | 200 km/h (steiler Gleitflug) 165 km/h (steiler Gleitflug mit Bremsklappe) | 200 km/h (steiler Gleitflug) 165 km/h (steiler Gleitflug mit Bremsklappe) | 200 km/h (steiler Gleitflug) 165 km/h (steiler Gleitflug mit Bremsklappe) |
| max. zul. Schleppgeschwindigkeit | 100 km/h (Windenschlepp) 130 km/h (Flugzeugschlepp)                       | 100 km/h (Windenschlepp) 130 km/h (Flugzeugschlepp)                       | 100 km/h (Windenschlepp) 130 km/h (Flugzeugschlepp)                       |
| max. zul. Steiggeschwindigkeit   | 17 m/s                                                                    | 17 m/s                                                                    | 17 m/s                                                                    |
| Landegeschwindigkeit             | 58 km/h                                                                   | 58 km/h                                                                   | 58 km/h                                                                   |
| beste Gleitzahl                  | 24 bei 85 km/h                                                            | 26 bei 78 km/h                                                            | 23 bei 83 km/h                                                            |
| geringstes Sinken                | 0,85 m/s bei 72 km/h                                                      | 0,80 m/s bei 74 km/h                                                      | 0,95 m/s bei 72,5 km/h                                                    |